# Valfrid Palmgren
Alfhild Valfrid Matilda Palmgren Munch-Petersen, född Palmgren 3 juni 1877 i Stockholm, död 6 december 1967 i Gentofte, Danmark, var en svensk språkvetare och pedagog. Hon var pionjär inom folkbiblioteksväsendet både i Sverige och Danmark.

## Biografi

### Uppväxt och studier
Valfrid Palmgren föddes 3 juni 1877 som andra dottern till Karl Edvard Palmgren (född 1840) och Ida Therése Pohl (född 1853) och kallades för ”Vava” i hemmet. Syskonskaran bestod av äldre systern Signe Maria Elisabet (född 1875), Sigrid Hildegun Anna (född 1882, död 1883) och Gustaf (född 1884). Hon skulle ha haft ytterligare en bror, men han var död vid födseln 1886.
Under uppväxten behandlades Valfrid och hennes syster Signe inte som flickor utan som barn, jämlika med alla andra barn – oavsett kön – i enlighet med föräldrarnas pedagogiska idéer.
År 1882 skrevs Valfrid och Signe in i faderns skola, Palmgrenska samskolan, som var den första skolan i Skandinavien med samundervisning fram till studentexamen, och gick där tillsammans till och med det tolfte året. Pappa Karl Edvard höll morgonbön och undervisade i kristendom, historia och geografi. Faster Ida undervisade i välskrivning och slöjd. Mamma Ida var biträdande föreståndarinna och undervisade i svenska. Skolbarnen fick även lära sig främmande språk – tyska, engelska och franska – utifrån den moderna metoden att utgå från det talade språket. 1895 avlade Valfrid Palmgren sina muntliga och skriftliga prov för studentexamen och med bra betyg i framförallt språk.
Somrarna tillbringade hon med familjen på Toivo på Norra Lagnö (i nuvarande Värmdö kommun), och senare på Ramlösa hälsobrunn då faderns hälsa börjat svikta. Valfrid och hennes syskon fick även möjlighet att göra kortare och längre bildningsresor i Europa. Under 1893 vistades hon två månader i Tyskland, och året därpå i Frankrike och England under tre och en halv månad tillsammans med sin syster. Sådana resor företogs därefter vart och vartannat år.
Valfrid Palmgren skrev in sig vid Uppsala universitet vårterminen 1896, och valde där att studera språk. Parallellt med studierna arbetade hon som lärare vid Palmgrenska samskolan och undervisade i tyska, matematik och geografi, senare även i franska. År 1900 fick Valfrid genom ett statligt stöd på 750 kronor möjlighet att resa till England och studera vid Oxford under 6 månader.
1901 tog Palmgren sin kandidatexamen med ämnena tyska, engelska, romanska språk, praktisk filosofi, matematik och teoretisk filosofi. Två år senare tog hon sin filosofie licentiatexamen i romanska språk och teoretisk filosofi, följd av doktorsexamen 1905. Hennes doktorsavhandling handlade om den franske kalvinisten och barockpoeten Théodore Agrippa d'Aubignés användning av infinitiv (Observations sur l’infinitif dans Agrippa d’Aubigné) och tillägnades föräldrarna. Valfrid Palmgren var år 1905 den tredje kvinnan i Sverige som disputerade i romanska språk, efter Anna Ahlström 1899 och Gerda Östberg 1903.

### Första kvinnan på Kungliga biblioteket
1903 hade Valfrid Palmgren tagit kontakt med Carl Snoilsky, överbibliotekarie på Kungliga biblioteket (KB) utan att få gehör för sin förfrågan om anställning. Han rådde henne att först ta sin doktorsexamen. Och redan före sin disputation i maj 1905 sökte Valfrid Palmgren upp Snoilskys efterträdare, överbibliotekarien Erik Wilhelm Dahlgren; han var betydligt mer positiv och erbjöd henne provanställning från september samma år, som den första kvinnliga biblioteksamanuensen på KB. Provtjänstgöringen omvandlades 24 november 1905 till en anställning som extra ordinarie biblioteksamanuens på svenska tryckavdelningen.
Palmgren stannade där till februari 1911, då hon slutade på egen begäran för att gifta sig och flytta till Köpenhamn.
KB:s kafeteria Kafé Valfrid har uppkallats efter Valfrid Palmgren.

### Studieresa till USA
I sitt arbete på KB blev Valfrid Palmgren ofta tvungen att upplysa kunskapstörstiga besökare om att de flesta av KB:s böcker inte var till hemlån och hänvisa dem till folk- eller arbetarbibliotek. Men hon fick snart (efter att hon hade besökt de ”folkliga” biblioteken) klart för sig att dessa inte hade den efterfrågade litteraturen och att de inte var avsedda för folk som ville studera. Hon insåg då att hon behövde resa till föregångslandet USA. Hon sökte resebidrag från Ecklesiastikdepartementet och fick det beviljat för att ”studera biblioteksvetenskap med särskild hänsyn till seminarie-, skol- och folkbibliotek”.
Hon anlände till New York i september 1907, med ett introduktionsbrev på engelska, tyska och franska från Ecklesiastikdepartementet, och togs där emot av den berömda barnbibliotekarien Anne Carroll Moore vid New York Public Library. Hon och Palmgren blev goda vänner och höll kontakten ända till Moores död 1961. De var båda besjälade av bibliotekens uppfostrande roll och uppfattade sig själva som pionjärer och drivande i arbetet med att erbjuda alla barn barnböcker av hög kvalitet genom bra barnbibliotek.
Valfrid Palmgren besökte under sin drygt tre månader långa resa ett trettiotal städer i nio stater i nordöstra USA, där hon studerade folkbibliotek, forskningsbibliotek, biblioteksskolor, seminarier och vanliga ”public schools”. Hon höll föredrag om svenska bibliotek, och hennes besök uppmärksammades ofta i pressen. Palmgren blev till och med inbjuden till den amerikanske presidenten Theodore Roosevelt i Vita huset, då hon besökte Washington.
När Valfrid Palmgren återkom till Sverige i slutet av december började hon genast hålla föredrag och kurser för att sprida det hon lärt sig under sin studieresa. Hon skrev en ytterst kortfattad officiell reseberättelse, som hon sedan utökade betydligt i sin utförliga rapport Bibliotek och folkuppfostran – anteckningar från en studieresa i Amerikas Förenta Stater. Denna publicerades slutligen 1909. Ecklesiastikministern Hugo Hammarskjöld hade läst hennes redovisning och ville att den skulle spridas till alla bibliotek och folkskolor, så av upplagan på 3 000 exemplar köpte ecklesiastikdepartementet in 1 200 för det ändamålet.
Valfrid Palmgrens rapport var en innehållsrik entusiastisk redogörelse, avsedd både som lärobok, att övertyga läsarna om bibliotekens nödvändighet i ett modernt samhälle och för att inspirera till nyordning av det svenska biblioteksväsendet utifrån de goda exemplen hon hade studerat i USA. Hon påpekade skillnaderna mot de svenska biblioteken, som i regel underhölls via avgifter från låntagarna eller frivilliga gåvor från bättre lottade samhällsmedlemmar. Detta gjorde dem till ett slags välgörenhetsinrättningar, medan kommunerna i USA tog emot donationer i form av biblioteksbyggnader eller boksamlingar; underhållet kom dock från den lokala befolkningen, så att de ägde sina bibliotek precis som de ägde sina skolor. De amerikanska biblioteken – både de vetenskapliga och folkbiblioteken – vände sig till alla stånd och åldrar; de var alltså avsedda för alla samhällsmedlemmar utan åtskillnad. De vackra och välutrustade bibliotekslokalerna med sina öppna hyllor var inbjudande, hade generösa öppettider och kataloger som var lätta att använda.
Valfrid Palmgren framhöll att en viktig förutsättning för de amerikanska bibliotekens framgångar var bildandet av den nationella intresseföreningen American Library Association (ALA) 1876, de regionala biblioteksföreningarna och tidskriften Library Journal. Genom föreningsarbete, möten och tidskriftsartiklar hade bibliotekarierna gemensamt lyckats väcka intresse hos beslutsfattarna och fått både organisatoriskt och ekonomiskt stöd för sin verksamhet. Och det var just de idéerna och de metoderna Valfrid Palmgren tog med sig hem och förverkligade eller bidrog till att förverkliga i Sverige. Detta skedde genom Stockholms barn- och ungdomsbibliotek, som öppnades 1911 med ekonomiska bidrag från välbeställda stockholmare, bildandet av Sveriges Allmänna Biblioteksförening 1915 (från år 2000 Svensk biblioteksförening) och startandet av Biblioteksbladet 1916.

### Biblioteksutredare och invald i stadsfullmäktige
1909 publicerade föreningen Heimdal i sin småskriftserie Valfrid Palmgrens ”Biblioteket – en ljushärd”. Detta var en populärversion av hennes reserapport ”Bibliotek och folkuppfostran”, och den riktade sig till politiker och andra beslutsfattare, föreningsaktiva, lärare och övriga som skulle övertygas om bokens och bibliotekets välsignelser. I populärversionen ägnades ett betydligt större utrymme åt barnbiblioteken än i den ursprungliga rapporten. Hennes bok "Bibliotek och folkuppfostran" översattes till finska och danska och bidrog till att stimulera upprättandet av moderna folkbibliotek i de andra nordiska länderna.
I slutet av året blev hon medlem av Kommittén för främjande av god och billig nöjesläsning, och för ALA:s räkning sammanställde hon ”Selected list of Swedish books recommended for public libraries”, med ett urval av fack- och skönlitteratur för barn och vuxna (på svenska). I december 1909 förordnades Valfrid Palmgren till ensamutredare av ”biblioteksfrågan”.
I februari 1910 publicerade hon ännu en skrift, Om folkuppfostran, där hon redogjorde för biblioteksförhållandena i Tyskland efter en kortare studieresa till Dortmund i oktober året innan. Hon framhöll där ambitionerna hos de tyska folkbildarna och att det till skillnad från i Sverige fanns en stor uppslutning kring folkbildningsfrågorna i breda kretsar i Tyskland – även bland affärsmän och industriidkare – liksom en enighet om att lämna politik och religion utanför.
I kommunvalen i mars 1910 valdes Valfrid Palmgren in som andra kvinna i Stockholms stadsfullmäktige (den allra första var socialdemokraten Gertrud Månsson) för Allmänna valmansförbundet. 1 april samma år tog hon plats i fullmäktige, och 20 juni höll hon ett mycket uppmärksammat och diskuterat jungfrutal om ”bibliotekssaken”.
Hon var även ledamot av Kommittén angående statsunderstöd åt anstalter för populärvetenskapliga föreläsningar, som lämnade sitt betänkande i januari 1911. Hon var också ledamot i Centralbibliotekskommittén och i styrelsen för Föreningen för kvinnans politiska rösträtt (FKPR), samtidigt som hon deltog i förberedelserna inför öppnandet av Stockholms barn- och ungdomsbibliotek. Hon deltog vid styrelsemötet för Föreningen Stockholm barn- och ungdomsbibliotek 27 april 1911, tre dagar före sitt bröllop, och därefter flyttade hon med sin man Jon Julius Munch-Petersen till Köpenhamn. Men eftersom hon fortfarande hade flera viktiga arbetsuppgifter att slutföra i Stockholm pendlade hon mellan städerna under resten av året och en bit in på nästkommande år.
28 september 1911 överlämnade hon sin biblioteksutredning ”Förslag angående de åtgärder som från statens sida bör vidtagas för främjande af det allmänna biblioteksväsendet i Sverige” till ecklesiastikministern Elof Lindström. Huvudförslagen var att användningen av ”allmänna” bibliotek ska vara kostnadsfri samt att bidrag kan utgå till alla skolbibliotek, till ett kommunalt bibliotek eller bibliotekssystem i varje kommun samt till landsomfattande föreningar med minst 20 000 medlemmar för biblioteksverksamhet inom studiecirklar.
I oktober genomförde Valfrid Palmgren en kurs i biblioteksteknik för personalen som skulle arbeta på det blivande barn- och ungdomsbiblioteket på Drottninggatan, vilket invigdes i december samma år. I november 1911 utsågs hon till sakkunnig i Kommittén angående statsunderstöd till folkbiblioteken.
12 april 1912 lade den nye ecklesiastikministern Fridtjuv Berg fram en proposition som i princip följde Valfrid Palmgrens biblioteksutredningsförslag. Ett avsteg gjordes dock i namnfrågan, där samlingsbegreppet för församlingsbibliotek, kommunbibliotek och föreningsbibliotek blev ”folkbibliotek” och inte ”kommunala bibliotek”; det senare hade sakkunniggruppen och Valfrid Palmgren haft som förslag. 23 september samma år fattade riksdagen beslut ”angående understödjande af folkbiblioteksväsendet” utan debatt.

### Giftermål, familj och liv i Danmark
Valfrid Palmgren var nästan 34 år när hon gifte sig med vattenbyggnadsingenjören och docenten vid Danmarks Tekniske Universitet, Jon Julius Munch-Petersen, som hon hade lärt känna i början av 1900-talet under deras respektive familjers sommarvistelser på Ramlösa hälsobrunn, söder om Helsingborg. I samband med att hon var officiellt inbjuden av Köpenhamns stadsfullmäktige i sin egenskap som ledamot av Stockholms stadsfullmäktige i september 1910, träffades hon och Jon Julius Munch-Petersen igen och blev ett par.
I ett brev till Selma Lagerlöf beskriver hon sin man:
| ”                                 | Han är inte riktigt som de flesta. Och antingen älskar man honom eller förstår man sig inte alls på honom. Det är inte utan att jag tror, att han i viss mån är släkt med de fiolspelande värmlänningarna, som ni skänkt oss så vackra bilder av, ett slags modern Liljekrona, om man så vill. | „ |
| – Valfrid Palmgren Munch-Petersen | |   |

De förlovade sig senare under hösten i Köpenhamn och firade sitt bröllop i Stockholm 30 april 1911. Därefter flyttade Valfrid Palmgren Munch-Petersen till Danmark, där hon levde resten av sitt liv, i 56 år. Hon lämnade till synes allt bakom sig; sin familj och vännerna, sitt yrkesliv och politiken. Men hon nöjde sig inte med att bli hemmafru, utan började rätt omgående bygga upp en ny och omfattande yrkesverksamhet i sitt nya hemland, så snart hon hade avslutat sina åtaganden i Sverige, och hon fortsatte under alla år att hålla kontakt med vännerna och kollegorna i Sverige. Hon skrev sig alltid med båda sina efternamn, Valfrid Palmgren Munch-Petersen, eller med titlarna Lektor Dr phil. Fru Valfrid Palmgren Munch-Petersen och aldrig bara Valfrid Munch-Petersen eftersom hon vinnlade sig om att betona sin egen identitet och inte ville framstå som ett bihang till sin make.
Valfrids älskade bror Gustaf Palmgren dog endast 27 år gammal den 17 maj 1911 efter en tids sjukdom, och när Valfrid och Jon Julius Munch-Petersens förste son föddes den 18 februari 1912 fick han heta Gustaf. I juli 1913 föddes deras andra son, som uppkallades efter Jons bror Harald, som hade omkommit vid en bergsbestigningsolycka i franska alperna 1904. Sonen Harald avled ett år senare, i oktober 1914. En tredje son, Finn, föddes i september 1915 och en fjärde son Jon, (kallad Lill-Jon), föddes i juli 1919.
Valfrid Palmgren Munch-Petersen tog som sin uppgift i sitt nya hemland att förutom sin växande familj, arbeta för svenska språket, litteraturen och kulturen. Hon undervisade på lärarhögskolan och universitetet i Köpenhamn, var även mycket aktiv i Svenska Gustafskyrkans föreläsningsförening, och inledde dessutom ett arbete med ordböcker på svenska/danska.
Maken Jon Julius började gradvis förlora hörseln från 1920-talets början och blev så småningom helt döv. Valfrid följde då med maken på hans konferenser och möten och skrev ner allt som sades så han ändå kunde följa med i diskussionerna. De var båda engagerade medlemmar av Föreningen Norden, där Valfrid under en tid var suppleant i styrelsen.
1937 dog Valfrids mor. I september 1938 nåddes Valfrid och Jon Julius av beskedet att sonen Gustaf Munch-Petersen hade rapporterats saknad i strid i Spanien, där han deltagit på regeringssidan mot Franco och falangisterna. Och i februari 1939 avled Jon Julius efter att hans hälsa under flera år hade sviktat. Valfrid arbetade som en galning, och skrev till väninnan Anna-Lenah Elgström-Collijn: ”Får jag för mycket tid till grubbel, så håller jag inte.”
Danmark ockuperades av Tyskland i april 1940. Valfrid Palmgren Munch-Petersen stannade kvar i Danmark och talade i radion om svensk litteratur för angrepp på ockupationsmakten, och blev därför hotad. Det oroade den svenske ambassadören som för säkerhets skull försåg henne med ett svenskt pass (hon hade automatiskt blivit dansk medborgare genom sitt giftermål med Jon Julius Munch-Petersen 1911).

#### Sönerna
Sonen Gustaf Munch-Petersen hade haft svårt att finna rätt väg i livet. Han hade studerat filosofi och psykologi vid Köpenhamns universitet, och konsthistoria vid Lunds universitet innan han upptäckte att han skulle bli författare, och debuterade 1932 med ”det nøgne menneske”, vars utgivning bekostades av hans föräldrar, liksom även hans senare verk. 1935 debuterade han som bildkonstnär på en samlingsutställning med surrealistisk konst i Köpenhamn, och senare även i Oslo.
Gustaf gifte sig 1936 med keramikern Lisbeth Hjort från Bornholm, och i september föddes deras första dotter, Mette. De väntade sitt andra barn i december 1937, då Gustaf plötsligt reste sin väg redan i november för att ansluta sig till internationella brigaderna som kämpade mot Francos fascister i Spanien. Han berättade inte för sin gravida hustru vart han skulle, utan hade bara anförtrott sig åt sin mor.
Valfrids förhållande till Lisbeth och barnbarnen Mette och Ursula Munch-Petersen blev mycket konfliktfylld efter Gustafs död. Särskilt då det behövdes en dödsattest efter Gustaf för att Lisbeth skulle kunna gifta om sig med Paul Hoem, som redan hade tre barn, och som sedan fick ytterligare tre barn med Lisbeth, så de sammanlagt hade 8 barn att försörja. Barnbarnet Ursula, som liksom sin syster Mette periodvis bodde hos Valfrid, tyckte under sin uppväxt att hennes farmor skulle ha hjälpt dem ekonomiskt, och först långt senare, då både farmor Valfrid och hennes mor Lisbeth var borta fick hon veta att farmodern hade skickat pengar till modern varje månad för barnbarnens uppfostran.
Sonen Finn Munch-Petersen tog kandidatexamen i statskunskap och deltog därpå i det internationella hjälparbetet efter världskriget. Han arbetade både i New York och Jerusalem, som 1948 var ett mycket oroligt område, vilket bekymrade Valfrid. Finns son, Nils Finn, bodde hos Valfrid medan föräldrarna arbetade på varsitt håll och dessutom höll på att skiljas.
Sonen Jon Munch-Petersen blev civilingenjör och forskare i kemi. Hans fru Agnete Munch-Petersen var också forskare, och de fick barnen Sten och Christine, som tidvis bodde hos sin farmor Valfrid, särskilt då Lill-Jon drabbades av polio.
Valfrid Palmgren Munch-Petersen blev på äldre dar pessimistisk och tvivlade på att hon gjort rätt när hon arbetat så mycket. I ett brev till Lisbeth Wesche skriver hon att hon inte hade någon tro kvar och tyckte att hon hade slösat bort 28 år av sitt liv på ett meningslöst onyttigt ting – den stora ordboken. Och när Lisbeth hade berättat om en resa till Verona med sina barn frågade sig Valfrid ”Varför gjorde jag inte sådana resor med mina barn istället för att hänga över den dumma ordboken!”
Valfrid Palmgren saknade ständigt Sverige under alla sina år i Danmark:
| ”                                 | Man kan ju bli hur acklimatiserad som helst, få det hur ”bra” som helst, vinna sympatier och förstående, och ändå ”lyser själva gräset grönast på den torva där man lekt som barn. | „ |
| – Valfrid Palmgren Munch-Petersen | |   |

### Lektor och folkbildare i Danmark
I Danmark fortsatte Valfrid Palmgren Munch-Petersen sitt arbete med biblioteksfrågorna och kvinnofrågan. Hon var ledamot av styrelsen för Köpenhamns kommunbibliotek 1918-1936. Av styrelseprotokollen framgår att hon delade med sig av sina erfarenheter från arbetet med biblioteksfrågorna i Stockholm. 
Hon blev redan 1914 ledamot av styrelsen för Dansk Kvindesamfund, en icke-partipolitisk kvinnoorganisation som kämpade för de danska kvinnornas rösträtt och rätt till utbildning och förvärvsarbete. Och de danska kvinnorna fick rösträtt i Folketinget 1915.
Valfrid Palmgren Munch-Petersen började även undervisa vid Danmarks lärarhögskola 1914, och det fortsatte hon med under 45 år, till 1959. Hon hade en till tre kurser per år, plus två veckor långa kurser på somrarna. Hon upptäckte hur lite danskarna och svenskarna visste om varandra och hur skev bilden av svenskarna var i dansk press. Hon intresserade sig särskilt för hur läroböckerna skildrade Sverige och svenskarna.
1916 tog Valfrid Palmgren Munch-Petersen kontakt med Verner Dahlerup, som var professor i nordiska språk vid Köpenhamns universitet och erbjöd sig att undervisa i svenska språket och litteraturen, och till en början utan lön. Hennes erbjudande accepterades och Valfrid Palmgren Munch-Petersen blev den första kvinnan som anställdes på universitetet, och höll sin första föreläsning i april samma år. Två år senare fick hon fast anställning som lektor i svenska och blev därmed den andra lektorn i svenska vid ett utländskt universitet och därtill den första kvinnan. Hennes föreläsningar var mycket uppskattade av både studenterna och allmänheten som i hundratal bevistade hennes öppna föreläsningar. Hon uppehöll sin tjänst som lektor i svenska till 1949, då hon var 71 år.
Genom den danska radion Statsradiofonien erbjöds Valfrid Palmgren Munch-Petersen ytterligare en arena för sin föreläsningsverksamhet. 17 november 1926 höll hon sin första radioföreläsning, och den handlade om svensk arbetardiktning. Hon fortsatte med radioföreläsningar under 28 år, till 1954, först två gånger, sedan en gång i veckan, och det sista året varannan vecka. De var av olika längd och vid varierande tidpunkter, och under rubriken ”Svensk”, där hon kunde ta upp vad hon själv ville och fick stort gensvar från lyssnarna. Tillsammans med Ellen Hartmann gav hon ut tre böcker med titeln ”Svensk – texthäfte till radioundervisning” med utdrag ur svenska författares texter. De två medverkade också tillsammans i den svenska skolradion och gav ut texthäftena Svensk läsebok för skolradio och Dansk litteratur.”
Under den tyska ockupationen av Danmark använde hon sina radioföreläsningar till att ge det danska folket mod. Hon läste Strindbergs saga om träsvalan som sjöng för fångarna, tog upp svenska frihetsdikter, reciterade ”Biskop Thomas frihetssång”, Tegnérs ”Det eviga” och Frödings ”Ur Anabasis”. Och hon förklarade svenska ord som hade nämnts i den svenska radion, som många danskar lyssnade på, trots att tyska censuren hade förbjudit det. Mot slutet av kriget var den tyska ockupationsmakten så irriterad på hennes radioföreläsningar att Danmarks frihetsråd beordrade henne att gå under jorden. Så i september 1944 skrev hennes gode vän och läkare Harald Abrahamsen därför in henne som fru Poulsen på Bispebjerg Hospital där hon hölls gömd under 8 månader.

### Engagemang för Norden, freden och kvinnofrågan
För att fördjupa samhörighetskänslan mellan de nordiska folken, vidga deras kulturella och ekonomiska förbindelser och befordra ömsesidigt samarbete bildades år 1919 Föreningen Norden av Danmark, Norge och Sverige. Finland och Island anslöt sig lite senare. Dansk Kvindesamfund, där Valfrid Palmgren Munch-Petersen var aktiv, var även pådrivande i dessa strävanden för ökat samarbete mellan de nordiska länderna. I maj 1943 på Dansk Kvindesamfunds distriktsmöte talade hon om kvinnosaken och det nordiska samarbetet och att ”det finns ingen sak – utom krig och våld – som inte är en kvinnosak.”
Fredsfrågan var viktig för henne redan innan hon flyttade till Danmark och blev ännu viktigare efter andra världskriget. Hon var en av dem som år 1948 grundade Danmarks Demokratiske Kvindeförbund (DDK), som var en fredsorganisation inom ramen för Kvinnornas Demokratiska Världsförbund (KDV), hade konsultativ status i FN och var den enda internationella kvinnoorganisation som var erkänd av Sovjetunionen.
Fram till 1957 var Valfrid Palmgren Munch-Petersen även aktiv i Kvinderegensen, som var ett studenthem för kvinnliga universitetsstuderande, grundat 1932, och där två av hennes svärdöttrar hade bott under sin studietid.

### Kontakterna med Sverige och de sista åren
Under alla år i Danmark behöll Valfrid Palmgren Munch-Petersen kontakterna med Sverige, där hennes mor levde till 1937, och hennes syster Signe med familj bodde i Stockholm. Hon var en ofta anlitad föredragshållare även i Sverige, och hon besökte varje år vid jultid Malmös barn- och ungdomsbibliotek, som hon hade varit med om att skapa i samband med den stora Baltiska utställningen i Malmö 1914. Hon deltog nästan årligen i Stockholms barn- och ungdomsbiblioteks årsmöte eller något styrelsemöte. Hon deltog i festligheterna då Stockholms stadshus invigde midsommarafton 1923, och var en av hedersgästerna då Stockholms stadsbibliotek invigdes den 31 mars 1928. Hon var huvudpersonen vid 50-årsfirandet av Stockholms barn- och ungdomsbibliotek den 4 december 1961. Då höll hon ett nostalgiskt och känslofyllt tal, Bernhard Tarschys kåserade om sina år på barnbiblioteket och teaterbarnen under Elsa Olenius ledning spelade upp scener ur ”Pelle Snygg och barnen i Snaskeby.”
Hon utsågs till hedersledamot i Sveriges Allmänna Biblioteksförening vid det stora sjätte nordiska biblioteksmötet i Uppsala i juni 1950, och höll där ett av sina uppskattade tal:
| ”                                                            | Valfrid Palmgren talade stilla, men inte ett ord kom bort i den väldiga salen… Och vad är det vi biblioteksfolk vill? Vi vill lära människan att vara människa, att leva mänskligt… Valfrid Palmgrens tal slog upp ett fönster. | „ |
| – Bengt Hallviks referat i Biblioteksbladet, sidan 225. 1950 | |   |

31 maj 1955 blev Valfrid Palmgren Munch-Petersen jubeldoktor vid Uppsala universitet.
Valfrid Palmgren Munch-Petersen upprätthöll även kontakterna med KB genom åren. Hon överlämnade sitt arkiv i omgångar samt föreläste för personalen om sina år på KB och även för Föreningen för bokhantverk i februari 1959.
Valfrid Palmgren Munch-Petersen bidrog också själv med artiklar i svenska tidningar och tidskrifter, och ofta på teman om ”bristande förståelse mellan danskar och svenskar”, om ”svenskheten”, ”skandinavism”, ”nordisk språkunion”, men även om litteratur och ”kvinnosaken”.
Hon var mycket aktiv nästan in i det sista och hyllades med uppvaktningar och tidningsartiklar på sina jämna födelsedagar – 70, 75 och 80 år. Och särskilt mycket på 70-årsdagen då hon fick en stor penninggåva inför sin resa som representant för Köpenhamns universitet till ALA:s bibliotekskonferens i San Francisco 1947.  Då passade hon på att stanna i USA i över tre månader för att göra studiebesök på bibliotek, hälsar på sonen Finn och sin gamla väninna Anne Carroll Moore.
Hon fick uppleva att sonen Gustafs samlade skrifter började ges ut 1959 och hans konstnärskap och öde väckte ny uppmärksamhet samt att hennes sondotter Ursula Munch-Petersen blev en känd och framgångsrik keramiker hos Bing & Gröndahl och den Kgl. Porcelainsfabrik och av offentliga utsmyckningar.
Sin sista tid tillbringade Valfrid Palmgren Munch-Petersen på ett vårdhem i Gentofte, där hon avled den 6 december 1967, 90 år gammal.

## Tryckta arbeten
- Observations sur l'infinitif dans Agrippa d'Aubigné. [Akad avh, Uppsala.] Sthlm 1905. 159 s.
- Systematic list of the literature in Swedish language on the Empire of Japan from the Middle Ages to the present day. [Rubr.] [Tokyo, tr] Kobe 1907. 21 s. [F v Wenckstern, A bibliography of the Japanese empire, vol 2, Suppl (2).]
- Den amerikanska biblioteksrörelsens utveckling under de sista decennierna (Folkbiblioteksbladet, utg af Folkbildningslörbundet, årg. 6, 1908, Sthlm, 4:o, s 6–17; även sep, 12 s).
- Amerikanska bibliotek och bibliotekssträfvanden (OoB, årg 17, 1908, Sthlm, s 385–404; övers: De amerikaansche open-bare bibliotheken en haar streven, Haarlem 1909, 40 s, ur Wetenschappelijke bladen så).
- Bibliotek och folkuppfostran. Anteckningar från en studieresa i Amerikas Förenta Stater. Sthlm 1909. 180 s. Overs: Kirjastot ja kansankasvatus, Hfors 1910, 143 s; Biblioteker og Folkeopdragelse, Indtryk fra en Studierejse ..., Khvn 1916, 165 s.
- Biblioteket – en ljushärd, något om Förenta Staternas biblioteksförhållanden. Upps 1909. 43 s. ([Omsl:] Heim-dals småskrifter, n:r 5.)
- Selected list of Swedish books. Recommended for public libraries. [Omsl.] Chicago 1909. 45 s.
- Folkuppfostran eller half-bildning? Några reflexioner o jämförelser (Det nya Sverige, tidskr för nationella spörsmål utg af A Molin, årg 3, 1909, Sthlm, s 464-478; även sep, 15 s).
- Der Ferienkursus fur Schulbibliothekare im Sommer 1908 zu Stockholm (Zentralblatt fur Bibliothekswesen, Jahrg 26, 1909, Leipzig, s 202–209).
- Om folkuppfostran. Sthlm 1910. 72 s. Förslag angående de åtgärder, som från statens sida böra vidtagas för främjande af det allmänna biblioteksväsendet i Sverige. Afgifvet d 28 sept f9U. Sthlm 1911. 4:o. (8), 244 s, Bilagor 24 s.
- Biblioteko di Stockholm por pueri e yuni (Progreso, oficiala organo di 1'Uniono por la linguo interna-ciona ... [Ido], Yaro 7, 1914, Paris, s 388-393; även sep, 8 s).
- Svensk litteratur (Tilskueren, Maanedsskrift ..., 1918, Khvn, Halvbd 1, s 373-380).
- Selma Lagerlöf (Dansk Tidsskrift, N. R.: Gads danske Magasin, Aarg 16, 1922, Khvn, s 384–388).
- Svensk-dansk Ordliste. Khvn 1925. 64 s. (Tills med M Borup.)
- Är svenskundervisningen i danska skolor av godo eller ondo? Förk referat av ett föredr i Dansklaererforeningen den 21 april 1925 (Vor Ungdom. Tidsskr for Opdragelse og Undervisning, 1925, [Khvn,] s 420-424).
- Palmgrenska Samskolan (ibid, 1927, s 104-108).
- Svensk-dansk Ordbog. Mindre Udgave. Khvn 1939. 156 s. (Tills med E Hartmann.) 2.-3. Opl 1942, 1945. 5.-6. Opl 1948, 1954. 7. opl 1959. 155 s. (Gyldendals rade ordbeger [pärmtit].) 8. opl 1962. 161 s. (D:o.) 9. opl 1965. 11. opl 1968. 167 s. 13. opl 1972. 176 s. (D:o.) 15. opl 1975. (D:o.) 2. udg 1978. 251 s. 2.-3. opl 1982, 1985.
- Svensk. Tekstha:ftc til Radioundervisning. [l]-3. Khvn 1939-45. (Tills med E Hartmann; Statsradiofoniens Sprogunder-visning.) 1. 1939. 32 s. 2. 1941. 40 s. 3.
- Det okända Sverige. 1945. 64 s.
- Svensk-dansk Lommeord-bog. Khvn 1941. 64 s. (D:o.) [Titeluppl:] Svensk—dansk fickordbok. Sthlm (tr Khvn & [titel o omsl:] Sthlm) 1941. 2.-3. uppl 1944, 1948.
- Säg mig en svensk bok som jag kan läsa! Khvn [1941]. 32, (16) s.
- Fem svenske Forfattere. Radioföredrag. Khvn 1942. 32 s.
- Farlige Ord og lumske Ligheder i Svensk og Dansk. Khvn 1944. 76 s. (Tills med E Hartmann.) 2. foragede Udg 1948. 100 s. 3. d:o [Khvn, tr] Odense 1962. 260 s.
- Kortfattet svensk Sproglasre. [Omsl.] Khvn 1946. 24 s. (D:o.) 2. udg 1959. 30 s.
- Svensk-dansk Ordbog. Khvn 19[41–] 54. XII, 1198 s. (D:o; tillf titelbl 1941: Medred M Borup.) 2. udg 1966. XII, 1206 s. (Gyldendals store ordbeger.) 3. udg 1970. X, 1216 s. 2.-4. opl 1976, 1981, 1984.
- Ar boken stadd på avskrivning? (Biblioteksbladet, årg 38, 1953, Lund 19[53-] 54, 4:o, s 213–219).
- "Vid Folkbildningsförbundets 50-årsfest" [genmäle] (ibid, 39, 1954, s 63 f).
- Föredrag i den danska statsradio-fonien, Köpenhamn den 23 aug 1955 ... En gammal prästgård - nya tankar, dansk-svensk vänskap (Karl Edvard Palmgren och hans skola. Några minnesblad saml ..., Härnösand 1955, s 3–12).
- Svenska dagbladet torsdagen den 14 oktober 1926 ... K. E. Palmgren och hans skola (ibid, s 20–25).
- Sveriges första kvinnliga biblioteksamanuens (Biblis, årsbok utg av Föreningen för bokhantverk 1959/1960, Sthlm [1961], s 157–178).
- Stockholms barn- och ungdomsbibliotek. Ett program och dess förverkligande (Biblioteksbladet, 46, 1961, s 750–759).
- Birger Sjöberg i Köpenhamn (Birger Sjöberg sällskapet, 1963. Brev och berättelser, Sthlm, s 49-52).

### Redigerat
- Tomten. De svenska barnens tidning. [Rubr.] N° 0. Den 24 aug. 1908. Sthlm 1908. 4:o. 4s.

### Utgivit
- G Lilja, Karusellen. Khvn [1942]. 7 s.
- Svenska läsestycken. Khvn 1945. 122 s. (Tills med E Hartmann.)
- Karl Edvard Palmgren och hans skola. Några minnesblad saml. Härnösand 1955. 30 s.
- V P Munch-Petersen leser svensk. Fra Biskop Tomas til Dag Hammarskjöld. Bd 1–2. Khvn 1967. 47, 11 s. (Tills med E Hartmann.)

## Priser och utmärkelser
- 1924 Litteris et artibus – en kunglig medalj som delas ut för framstående konstnärliga insatser bland annat inom litteraturen.
- 1932 Illis quorum – en medalj som delas ut av regeringen för insatser för kulturella, vetenskapliga och andra allmännyttiga ändamål.
- 1954 Dannebrogen – en dansk utmärkelse, tillsammans med Ellen Hartmann
- 1959 Svenska Akademiens språkvårdspris för ”framstående förtjänster inom svensk språkforskning och språkvård".